# ウェインライト (アルバータ州)
ウェインライト（英: Wainwright）は、カナダのアルバータ州中東部の町。エドモントンから南東に約206kmの位置にある。サスカチュワン州との州境に近く、バッファロー・トレイルと呼ばれるアルバータ州道41号線とアルバータ州道14号線が町を通っている。

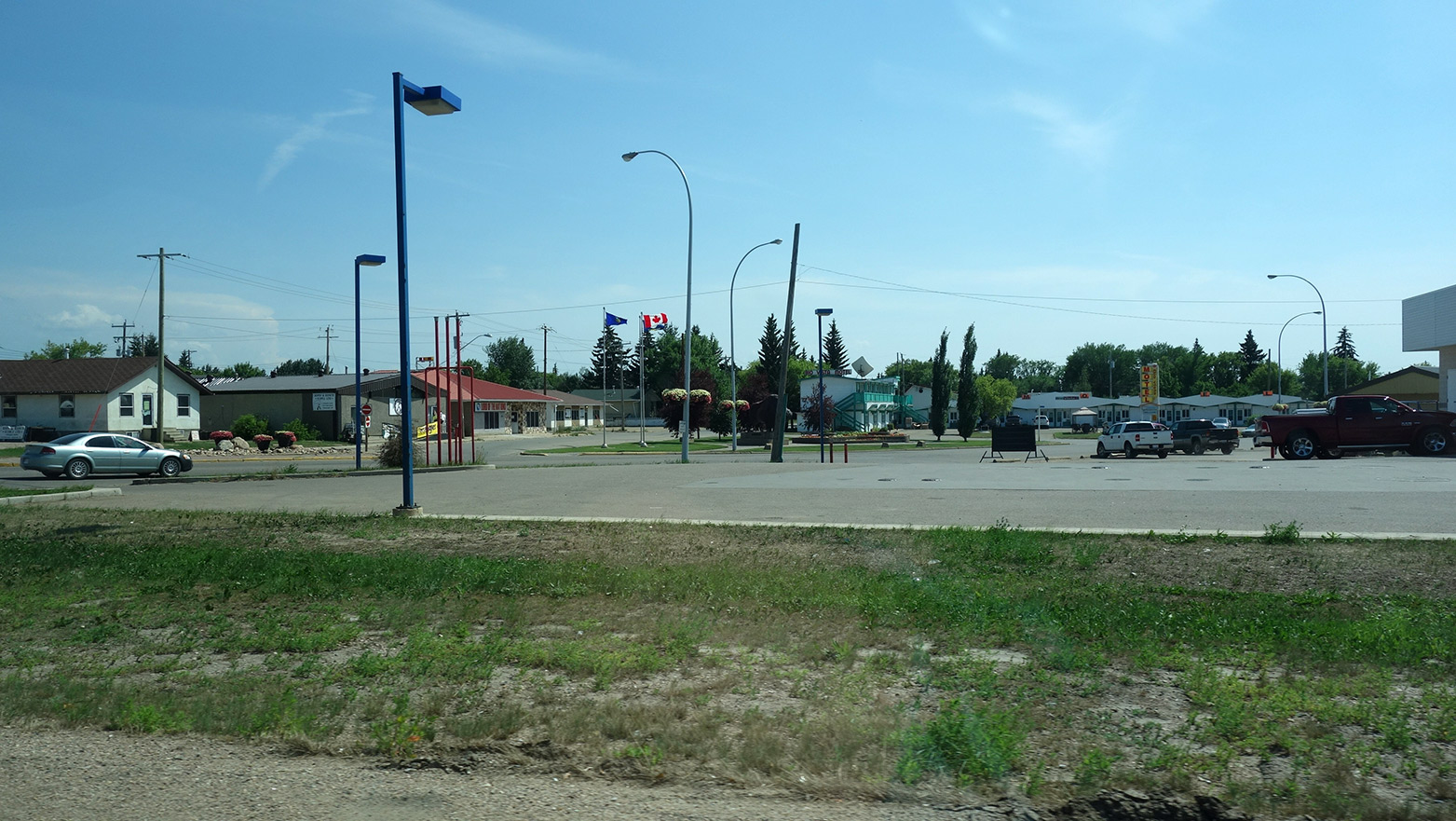
ウェインライトに続く道

## 歴史
1905年に入植者ジェームズ・ドーソンによってデンウッドと名付けられ、グランドトランク太平洋鉄道敷設の際に5km北北西に移設された際にグランドトランク太平洋鉄道2代目副社長であるウィリアム・ウェインライトの名にちなんでウェインライトと改名された。
その後、カナディアン・ナショナル鉄道本線の分岐点となり、現在でもウェインライト駅はVIA鉄道のカナディアン号の停車駅となっている。

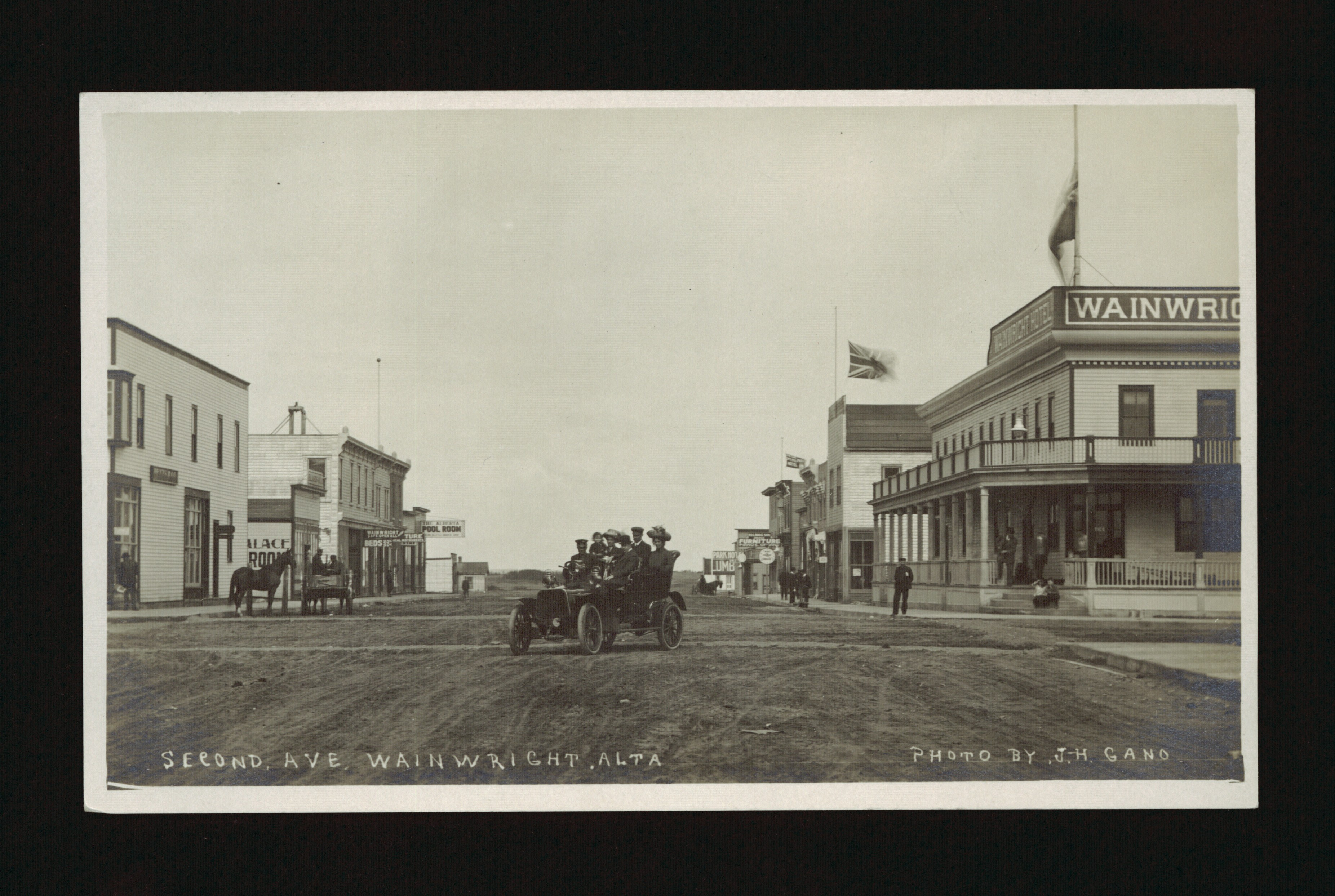
1912年以前のウェインライト・ホテルを望む2番街の眺め

## 文化
ウェインライトでは、カナダで3番目に大きいスタンピード（ロデオやチャックワゴンレース、収穫祭などの祭り）が開催される。